# Sucupira do Norte
Sucupira do Norte är en kommun i Brasilien.   Den ligger i delstaten Maranhão, i den östra delen av landet, 1 100 km norr om huvudstaden Brasília. Antalet invånare är 10 431.
Omgivningarna runt Sucupira do Norte är huvudsakligen savann. Runt Sucupira do Norte är det glesbefolkat, med 13 invånare per kvadratkilometer.